# John McKernan
Pour les articles homonymes, voir McKernan.
John Rettie « Jock » McKernan, Jr., né le 20 mai 1948 à Bangor (Maine), est un homme politique américain, notamment gouverneur du Maine de 1987 à 1995.

## Biographie
Né à Bangor dans le Maine, il a suivi les cours du Dartmouth College et de l'école de droit de l'université du Maine pour devenir avocat. Républicain, il fut membre de la Chambre des représentants du Maine de 1973 à 1977 puis membre de la Chambre des représentants des États-Unis avant de devenir gouverneur du Maine. Il succède à ce poste à Joseph E. Brennan.
Il a épousé en secondes noces Olympia Snowe, sénatrice républicaine du Maine. Il a eu un fils de son premier mariage, mort à l'âge de 20 ans d'un problème cardiaque.

## Source
- (en) Cet article est partiellement ou en totalité issu de l’article de Wikipédia en anglais intitulé « John R. McKernan, Jr. » (voir la liste des auteurs).